# Blackpink In Your Area
Blackpink In Your Area (estilizado como BLACKPINK IN YOUR AREA) es el primer álbum de estudio en japonés del grupo surcoreano Blackpink, lanzado digitalmente el 23 de noviembre de 2018 y en formato físico el 5 de diciembre de 2018 por la discográfica YG Entertainment, solo disponible en Japón.
El álbum es una compilación de todas las canciones lanzadas por Blackpink hasta ese momento, incluido su EP japonés homónimo (2017) y el miniálbum debut coreano Square Up (2018). Las ediciones digitales del álbum incluyen solo las versiones japonesas de las canciones (con las últimas tres pistas disponibles en este idioma por primera vez), mientras que el lanzamiento físico es un álbum doble con las versiones japonesas en el disco uno y las versiones originales en coreano en el disco dos.

## Antecedentes y lanzamiento
El 19 de octubre de 2018, se anunció que el grupo lanzaría su primer álbum de estudio japonés. También se reveló que el álbum se lanzaría en 12 versiones el 5 de diciembre. El 13 de noviembre, se informó que el grupo se había asociado con la empresa multinacional Shiseido para el lanzamiento de su álbum. También se reveló que el álbum incluiría las versiones japonesas de «Forever Young», «Really» y «See U Later», lanzadas anteriormente en el debut coreano del grupo, Square Up, en 2018.
El 22 de noviembre, se reveló que el álbum se lanzaría en tiendas digitales el 23 de noviembre, conteniendo las nueve versiones japonesas de los sencillos del grupo. El álbum fue lanzado digitalmente el 23 de noviembre de 2018.

## Rendimiento comercial
El álbum debutó en el número 8 en la lista de álbumes de Oricon en su primer día y alcanzó el número 7 en su segundo día. En su tercer día, el álbum cayó al número 11 y al número 17 en su cuarto día, y subió al número 10 en su quinto día, cayendo al número 16 en su sexto día. El álbum debutó en su primera semana con 13.878 copias físicas vendidas y cayó al número 30 en su segunda semana con 3.044 copias adicionales vendidas.
Debutó en el número 91 en la lista Top Download Albums de Billboard Japan, antes de alcanzar la mejor posición de 77 en su tercera semana. También debutó en el número 12 en los Hot Albums de Billboard Japan, ubicándose en el número 9 en los Top Albums Sales, con 14.710 copias vendidas combinadas.

## Gira musical
Blackpink World Tour (In Your Area) es el nombre de la gira que promociona tanto este álbum como «As If It's Your Last» (2017), Blackpink (2017) y los miniálbumes Square Up (2018) y Kill This Love (2019), que recorrió los continentes de Asia, Europa, Norteamérica y Oceanía, comenzando en Seúl el 10 de noviembre de 2018 y finalizando en Fukuoka el 22 de febrero de 2020.

## Lista de canciones
| Disco 1: Versión japonesa (Descarga digital) |                        |                             |                                  |                             |          |  |
| N.º                                          | Título                 | Letras                      | Música                           | Arreglo                     | Duración |  |
| 1.                                           | «Boombayah»            | Teddy, Bekuh BOOM           | Teddy, Bekuh BOOM                | Teddy                       | 4:00     |  |
| 2.                                           | «Whistle»              | Teddy, Bekuh BOOM           | Teddy, Future Bounce, Bekuh BOOM | Teddy, Future Bounce        | 3:31     |  |
| 3.                                           | «Playing with Fire»    | Teddy                       | Teddy, R.Tee                     | R.Tee                       | 3:15     |  |
| 4.                                           | «Stay»                 | Teddy                       | Teddy, Seo Wonjin                | Seo Wonjin                  | 3:50     |  |
| 5.                                           | «As If It's Your Last» | Teddy, Brother Su, Choice37 | Teddy, Future Bounce, Lydia Paek | Teddy, Future Bounce        | 3:32     |  |
| 6.                                           | «Ddu-Du Ddu-Du»        | Teddy                       | Teddy, 24, R.Tee, Bekuh BOOM     | Teddy, 24, R.Tee            | 3:29     |  |
| 7.                                           | «Forever Young»        | Teddy                       | Teddy, Future Bounce             | Teddy, Future Bounce, R.Tee | 3:57     |  |
| 8.                                           | «Really»               | Teddy, Danny Chung          | Teddy, Choice37                  | Choice37                    | 3:17     |  |
| 9.                                           | «See U Later»          | Teddy                       | Teddy, 24, R.Tee                 | 24, R.Tee                   | 3:19     |  |
| 32:10                                        |                        |                             |                                  |                             |          |  |

| Disco 2: Versión coreana |                        |                             |                                  |                             |          |  |
| N.º                      | Título                 | Letras                      | Música                           | Arreglo                     | Duración |  |
| 1.                       | «Boombayah»            | Teddy, Bekuh BOOM           | Teddy, Bekuh BOOM                | Teddy                       | 4:00     |  |
| 2.                       | «Whistle»              | Teddy, Bekuh BOOM           | Teddy, Future Bounce, Bekuh BOOM | Teddy, Future Bounce        | 3:31     |  |
| 3.                       | «Playing with Fire»    | Teddy                       | Teddy, R.Tee                     | R.Tee                       | 3:15     |  |
| 4.                       | «Stay»                 | Teddy                       | Teddy, Seo Wonjin                | Seo Wonjin                  | 3:50     |  |
| 5.                       | «As If It's Your Last» | Teddy, Brother Su, Choice37 | Teddy, Future Bounce, Lydia Paek | Teddy, Future Bounce        | 3:32     |  |
| 6.                       | «Ddu-Du Ddu-Du»        | Teddy                       | Teddy, 24, R.Tee, Bekuh Boom     | Teddy, 24, R.Tee            | 3:29     |  |
| 7.                       | «Forever Young»        | Teddy                       | Teddy, Future Bounce             | Teddy, Future Bounce, R.Tee | 3:57     |  |
| 8.                       | «Really»               | Teddy, Danny Chung          | Teddy, Choice37                  | Choice37                    | 3:17     |  |
| 9.                       | «See U Later»          | Teddy                       | Teddy, 24, R.Tee                 | 24, R.Tee                   | 3:19     |  |
| 32:10                    |                        |                             |                                  |                             |          |  |

| DVD: Vídeos |                                      |          |  |
| N.º         | Título                               | Duración |  |
| 1.          | «Boombayah» (music video)            | 4:04     |  |
| 2.          | «Whistle» (music video)              | 3:51     |  |
| 3.          | «Playing with Fire» (music video)    | 3:29     |  |
| 4.          | «Stay» (music video)                 | 4:01     |  |
| 5.          | «As If It's Your Last» (music video) | 3:37     |  |
| 6.          | «Ddu-Du Ddu-Du» (music video)        | 3:36     |  |
| 22:38       |                                      |          |  |

| DVD: Sección en vivo |                                                             |          |  |
| N.º                  | Título                                                      | Duración |  |
| 1.                   | «Ddu-Du Ddu-Du» (Blackpink Arena Tour 2018)                 |          |  |
| 2.                   | «Forever Young» (Blackpink Arena Tour 2018; Korean version) |          |  |
| 3.                   | «Whistle» (Blackpink Arena Tour 2018; acoustic version)     |          |  |
| 4.                   | «Stay» (Blackpink Arena Tour 2018)                          |          |  |
| 5.                   | «See U Later» (Blackpink Arena Tour 2018; Korean version)   |          |  |
| 6.                   | «Really» (Blackpink Arena Tour 2018; Korean version)        |          |  |
| 7.                   | «Playing with Fire» (Blackpink Arena Tour 2018)             |          |  |
| 8.                   | «Boombayah» (Blackpink Arena Tour 2018)                     |          |  |
| 9.                   | «As If It's Your Last» (Blackpink Arena Tour 2018)          |          |  |

## Posicionamiento en listas
| Lista (2018)                       | Mejor posición |
| ---------------------------------- | -------------- |
| Japón (Oricon Albums Chart)        | 9              |
| Japón (Billboard Japan Hot Albums) | 12             |

## Historial de lanzamiento
| Región | Fecha                   | Formato                     | Distribuidora |
| ------ | ----------------------- | --------------------------- | ------------- |
| Varios | 23 de noviembre de 2018 | Descarga digital, streaming | YGEX, AVEX    |
| Japón  | 5 de diciembre de 2018  | CD, DVD                     | YGEX, AVEX    |